# 普嘎错
普嘎错位于中国西藏自治区那曲市班戈县境内，地处班戈县西部，湖面海拔4783米，面积36.2平方公里。湖区年均气温-2～0℃，年均降水量300毫米。湖水主要依靠地表径流补给，集水区面积625.8平方公里，补给系数17.3.湖水中富含硼等资源。